# Dominicus Guzmán
Sint-Dominicus (Spaans: San Domingo), geboren als Domingo de Guzmán (Caleruega, koninkrijk Castilië, 1170 – Bologna, 6 augustus 1221), was de stichter van de dominicanen. Hij wordt ook Dominicus (de) Guzmán of Dominicus van Osma genoemd.
Hij studeerde in Palencia en werd rond 1195 kanunnik van de kathedraal van Osma (tegenwoordig Burgo de Osma). In 1203 en 1205 begeleidde hij als subprior van het kathedraalkapittel bisschop Diego van Osma op reizen naar Scandinavië in opdracht van de koning van Castilië. Dominicus vatte hierdoor het idee op om in Scandinavië te gaan missioneren.

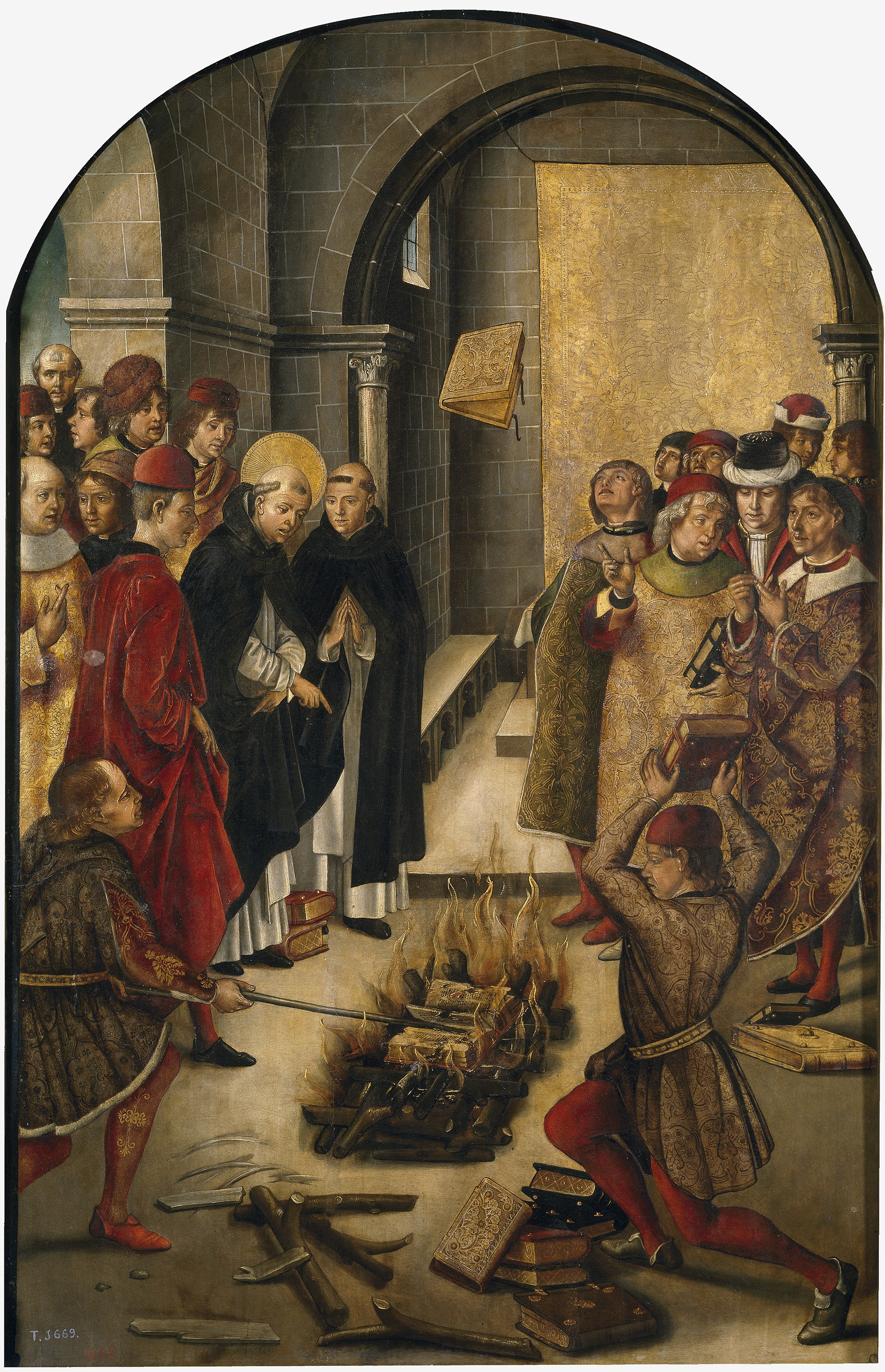
De H. Dominicus en de Albingenzen (Pedro Berruguete, ca. 1493-99).
Dit propagandaschilderij is gebaseerd op een disputatio tussen pauselijke predikanten en katharen uit april 1207. Vijftien dagen lang debatteerden zij in de kathaarse burcht van Montréal om ten slotte een godsoordeel te zoeken. Deze 15e-eeuwse schildering toont hoe geschriften van beide kampen in het vuur werden geworpen, alleen die van de katharen bleven branden. Het argumentatieschema van Dominicus steeg telkens op uit de vlammen.

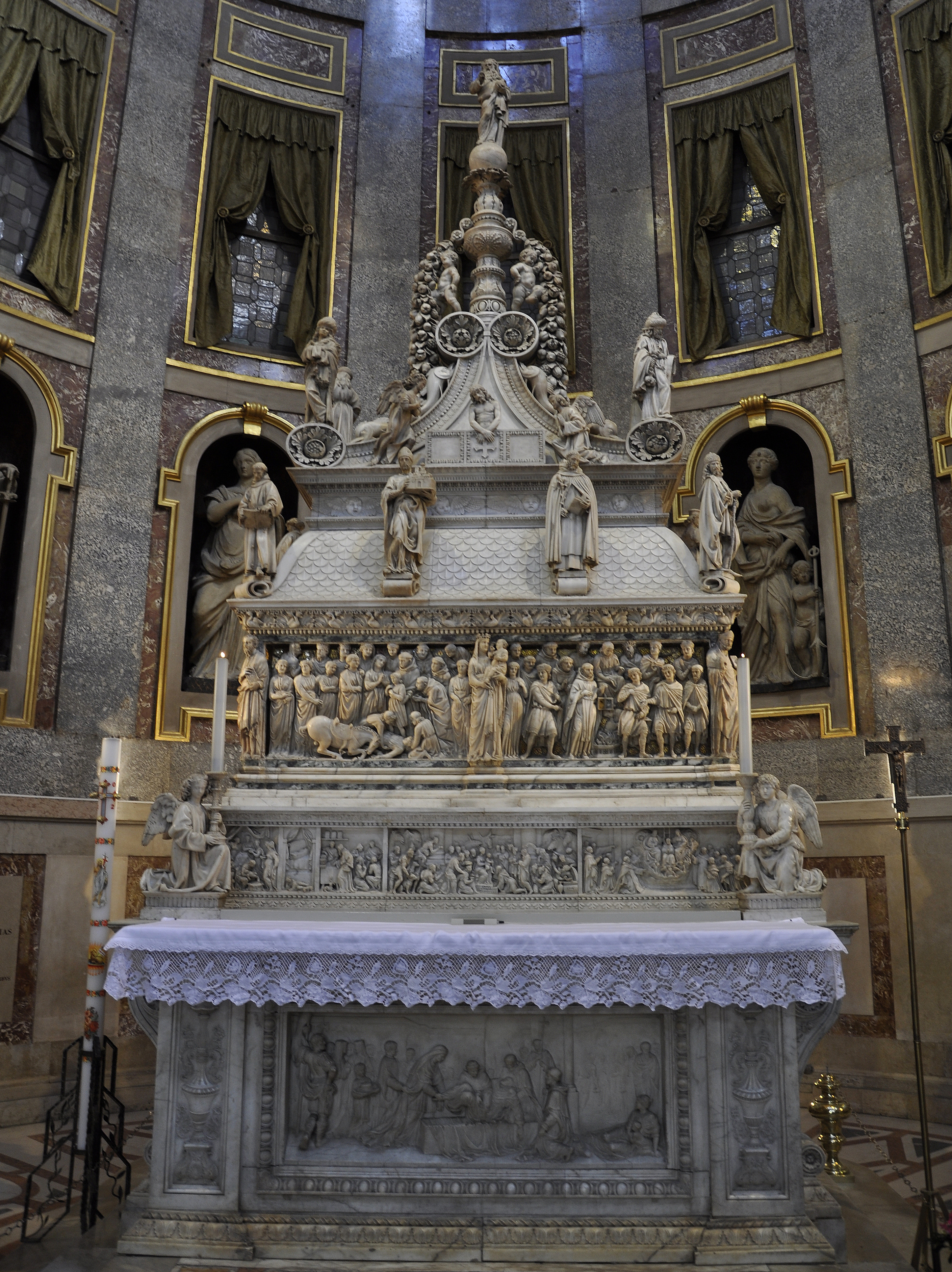
Schrijn van Dominicus in de Basiliek van San Domenico in Bologna

In 1206 kreeg hij van de paus een missietaak in de Languedoc om daar samen met cisterciënzers de kathaarse ketters te bestrijden. Deze monniken bereikten weinig, door hun hooghartige optreden en luxueuze uitstraling. Dominicus begon daarom in alle eenvoud te prediken. Volgens hem moest ketterij bestreden worden door predikers die met een eenvoudige leefstijl hun woorden geloofwaardigheid en autoriteit verschaften. Dominicus' prediking had aanvankelijk een zeker succes. Eind 1206 stichtte hij te Prouille (Fanjeaux) een vrouwenklooster, het eerste klooster van de latere dominicanessen. 
Rome probeerde met de Albigenzische Kruistochten (1209-1229) een einde te maken aan het katharisme. In veel ingenomen steden kwamen geen grote aantallen katharen voor. De kathaarse parfaits konden gemakkelijk ontsnappen naar andere plaatsen. Talrijke toevluchtsoorden bleven onaangetast. Gewoonlijk zochten de katharen bescherming bij lokale heren die hun welgezind waren. Als deze ten val kwamen, verloren de katharen hun beschermheer en vertoonden ze zich ook niet meer in die omgeving. De Languedoc was niet langer een gastvrije plaats voor de katharen. Genoemde kruistochten hebben de weg vrijgemaakt voor de Inquisitie.
Dominicus begon in Toulouse met de oprichting van een orde voor de prediking. In 1215, tijdens het Vierde Lateraanse Concilie, werd de orde officieel erkend door paus Innocentius III, onder de naam Ordo Praedicatorum. Hierdoor staan de dominicanen ook als 'predikbroeders' of 'predikheren' bekend. 
In 1217 zond Dominicus zijn broeders uit naar Parijs, Spanje en Italië. De bedelende broeders moesten met name aan de universiteiten van Parijs en Bologna theologie gaan studeren. Er ontstond een internationale orde die in Bologna voor het eerst een generaal kapittel hield, in 1220. De nadruk kwam sterk te liggen op studie en het in praktijk brengen van het Woord.
Dominicus zelf predikte in die vroege 13e eeuw vooral in Noord-Italië. Hij is ook bekend om zijn ijverige prediking ter promotie van het rozenkransgebed. Nog bij leven deed hij afstand van de leiding van zijn orde. Uitgeput door het vele reizen stierf hij op 6 augustus 1221 in het convent van San Niccolò delle Vigne te Bologna. Aldaar werd hij begraven in de Basiliek van San Domenico. In 1234 werd hij door paus Gregorius IX heilig verklaard. In 1268 werd het lichaam van Dominicus in een door Nicola Pisano gebeeldhouwd grafmonument geplaatst. Door verschuivingen op de kerkelijke kalender vieren dominicanen wereldwijd de naamdag van hun ordestichter tegenwoordig op 8 augustus. 
Dominicus inspireerde mensen door zijn opgewekte aard, praktische instelling en scherp oog voor de tekenen van de tijd. Hij richtte een dynamische orde op, met als hoofdtaken prediking en zielzorg. De 'domini canes' oftewel 'honden van de heer' speelden ook een grote rol in de kerkelijke Inquisitie. Behalve enkele brieven zijn van Dominicus geen geschreven werken bewaard gebleven.

## Trivia
- Dominicus Guzmáns naam komt terug in het eiland dat tot 1697 Hispaniola werd genoemd. Het Spaanse deel noemde men toen Santo Domingo (nu Dominicaanse Republiek met hoofdstad Santo Domingo), het Franse deel werd Saint-Domingue (nu Haïti).
- Dominicus wordt bezongen in het lied Dominique van Sœur Sourire.

## Voetnoten
1. ↑  Aan pauselijke zijde: Dominicus, bisschop Diego van Osma, Pierre de Castelnau en Raoul de Fontfroide (uit de abdij van Fontfroide). Aan kathaarse zijde: Arnaud Othon, Guilabert de Castres, Benoît de Termes en Pons Jourdain. Vier lekenrechters arbitreerden op basis van schriftelijke argumenten en antwoorden.
2. ↑  Althans volgens de kroniek van monnik Pierre des Vaux de Cernai, Hystoria Albigensis. Historia de factis et triumphis memorabilibus nobilis viri domini Simonis comitis de Monte Forti, 1213-1218.